# Route 670 (Nouveau-Brunswick)
Pour les articles homonymes, voir Route 670.
La route 670 est une route locale du Nouveau-Brunswick située dans le centre-est de la province, environ 30 kilomètres à l'est de Fredericton. Elle traverse une région plutôt boisée, est longue de 15 kilomètres, et est pavée sur toute sa longueur.

## Tracé
La 670 débute à Lakeville Corner, juste au nord de la zone provinciale naturelle protégée de Grand Lake Meadows, sur la route 690. Elle ne fait que se diriger vers le nord pendant 15 kilomètres, en ayant que quelques courbes, et en suivant la rive ouest de la zone protégée provinciale de Grand Lake Meadows. Elle se termine à Albright Corner, 13 kilomètres au sud-ouest de Minto. 

## Intersections principales
| route 670       |                  |    |                                     |                          |
| Comté           | Location         | km | Intersection/Destinations           | Notes                    |
| Comté de Queens | Lakeville Corner | 0  | R-690, Douglas Harbour, Fredericton | extrémité sud de la 670  |
| Comté de Queens | Ripples          | 11 | Chemin Coy sud, Clarks Corner       |                          |
| Comté de Queens | Albrights Corner | 15 | R-10, Minto, Chipman, Fredericton   | extrémité nord de la 670 |